# Crawfordsville, Indiana
Crawfordsville este un oraș situat în comitatul Montgomery , în statul american din statul Indiana. În Recensământul din 2010 a avut o populație de 15915 de locuitori și o densitate a populației de 671,86 de persoane pe km².

## Geografie
Crawfordsville este situat la coordonatele 40°2′36″N 86°53′48″O. Potrivit Biroului de Recensământ al Statelor unite, Crawfordsville are o suprafață totală de 23.69 km², în întregime pe uscat.GR6